# Cao Liguo
Cao Liguo (chiń. upr. 曹利国; pinyin Cáo Lìguó; ur. 4 października 1998) – chiński zapaśnik walczący w stylu klasycznym. Srebrny medalista olimpijski z Paryża 2024 w kategorii 60 kg.
Brązowy medalista mistrzostwach świata w 2023; piąty w 2018 i 2019 roku. 
Siódmy na igrzyskach azjatyckich w 2022. Brązowy medalista mistrzostw Azji w 2023 i 2024; piąty w 2018 roku.